# Кара-Кагріз (бахш)
Кара-Кагріз (перс. قره کهریز) — бахш в Ірані, в шагрестані Шазанд остану Марказі.

## Дегестани
До складу бахша входить єдиний дегестан — Кара-Кагріз.